# Championnats d'Europe de triathlon 1991
Navigation
Édition précédente Édition suivante
Les championnats d'Europe de triathlon 1991 sont la septième édition des championnats d'Europe de triathlon, une compétition internationale de triathlon sous l'égide de la fédération européenne de ce sport. L'épreuve est constituée de 1 500 mètres de natation, 40 kilomètres de vélo puis 10 kilomètres de course à pied.
Cette édition se tient dans la ville suisse de Genève et elle est remportée par le Britannique Simon Lessing chez les hommes et par la Française Isabelle Mouthon-Michellys chez les femmes.

## Palmarès

### Hommes
| Rang               | Triathlète       | Temps           |
| ------------------ | ---------------- | --------------- |
| Médaille d'or      | Simon Lessing    | 1 h 53 min 24 s |
| Médaille d'argent  | Rob Barel        | 1 h 54 min 7 s  |
| Médaille de bronze | Remy Rampteau    | 1 h 54 min 10 s |
| 4                  | Tomáš Kočař      | 1 h 54 min 21 s |
| 5                  | Patrick Girard   | 1 h 54 min 39 s |
| 6                  | Francesc Godoy   | 1 h 55 min 16 s |
| 7                  | Didier Volckaert | 1 h 55 min 52 s |
| 8                  | Ulrich Ghisler   | 1 h 55 min 56 s |
| 9                  | Roland Knoll     | 1 h 56 min 0 s  |
| 10                 | Holger Lorenz    | 1 h 56 min 5 s  |

### Femmes
| Rang               | Triathlète                 | Temps           |
| ------------------ | -------------------------- | --------------- |
| Médaille d'or      | Isabelle Mouthon-Michellys | 2 h 7 min 52 s  |
| Médaille d'argent  | Simone Mortier             | 2 h 8 min 39 s  |
| Médaille de bronze | Sonja Krolik               | 2 h 9 min 16 s  |
| 4                  | Thea Sybesma               | 2 h 9 min 32 s  |
| 5                  | Suzanne Nielsen            | 2 h 10 min 3 s  |
| 6                  | Sabine Westhoff            | 2 h 10 min 21 s |
| 7                  | Ute Schäfer                | 2 h 11 min 16 s |
| 8                  | Franziska Lilienfein       | 2 h 11 min 28 s |
| 9                  | Anette Pedersen            | 2 h 12 min 10 s |
| 10                 | Jeasnnine De Ruysscher     | 2 h 12 min 33 s |